# Jägers Liebeslied
Jägers Liebeslied (Deutsch-Verzeichnis 909), volkstümlich nach der ersten Zeile auch Ich schieß’ den Hirsch genannt, ist ein
von Franz Schubert im Februar 1827 vertontes Gedicht Franz von Schobers.
Das Lied erschien 1828 in Schobers Lithografischem Institut im Druck.

## Inhalt
Das in der Tonart D-Dur gehaltene Lied ist von einem unbefangen-heiteren Gestus und beschreibt zunächst verschiedene Jagdabenteuer. Die Vertonung wechselt in der Tonart zwischen D-Dur → B-Dur → d-moll → D-Dur und nutzt dies zum Einbinden verschiedener Quartsprünge in Anklängen an das klassische Jagdsignal.
Ich schieß’ den Hirsch im grünen [dunklen] Forst,

Im stillen Tal das Reh,

Den Adler auf dem Klippenhorst,

Die Ente auf dem See.

Kein Ort, der Schutz gewähren kann,

Wenn meine Flinte zielt,

Und dennoch hab’ ich harter Mann

Die Liebe auch gefühlt.

## Umfeld
Parallel entstand das ebenfalls von Schober verfasste und von Schubert vertonte Schiffers Scheidelied. Beide Lieder beziehen sich dabei auf das mehrmals unterbrochene Zusammenleben Schuberts mit Schober. Sie sind – laut Christoph Schwandt (1997, 180) „zwei Sinnbilder vom Dasein des Mannes“ und laut Ilija Dürhammer „Hohelieder auf die Männerliebe, deren autobiographischer Bezug naheliegt“.
Bei dieser Liebesjagd wird auf die mögliche Vorlage Jägers Abendlied von Johann Wolfgang von Goethe angespielt, dessen An den Mond ebenso den männlichen Geliebten anspricht.
Selig, wer sich vor der Welt

Ohne Hass verschließt,

Einen Freund am Busen hält

Und mit dem genießt
Dies weist auf ein Nachwirken des frühromantischen Freundschaftsbegriff hin, der gleichgeschlechtliche Freundschaftsbeziehungen in einem Maße thematisierte und pflegte, der in späteren Zeiten etwas irritierend wirkte.

## Lob der Freundschaft
Anspielungen auf die innige Freundschaft von Schober und Schubert sind nach Thomas Phleps ebenso in der Verwendung verschiedener Schubert-Schober-Kennzahlen in der Komposition des Kunstliedes zu finden. Die verwendete Tonart, D-Dur mit ihren zwei notenschriftlichen Kreuzen, verweist Phleps zufolge ebenso auf ein gebräuchliches Freundschaftsmotiv Schuberts. Richard Böhm sieht bei den D-Dur Kompositionen, die bei Schubert eher selten und bei vergleichsweise minderen Kompositionen vorkämen, vor allem heitere Szenen sowie Liebe und Glück angesprochen.
Und doch [Ich fühl’s] mit allem Glück vereint,

Das nur auf Erden ist,

Als [Wie] wenn der allerbeste Freund

Mich in die Arme schließt.
Phleps sieht keinen Sinn in einer Einordnung der beiderseitigen Freundschaftsbeziehung als homosexuell, nicht weil diese bei Schubert nicht nahe läge, sondern weil es sich dabei wie bei den verbreiteten weinselig-weibernärrischen Konstrukten um Schubert um nachmalige Klischees eines streng normativen Wissenschaftsglaubens handle.
Das Lied selbst spielt bewusst mit dem Genus, dem grammatisch weiblichen Geschlecht der Lichtgestalt und des Liebchens und des natürlichen Geschlechts (Sexus) des damit angesprochenen Freundes.
Wenn sie dann auf mich niedersieht,

Wenn mich ihr Blick durchglüht,

Da weiß [Dann fühl’] ich, wie dem Wild geschieht,

Das vor dem Rohre flieht.
Das Lied widmete Schubert der Erstausgabe zufolge Maria Karolina Fürstin Kinsky, geb. Freiin von Kerpen, der Frau von Ferdinand von Kinsky.

## Verwendung
Das Lied wird spätestens seit 1847 mit einer simpleren Melodie gesungen und als Jägerlied aus Siebenbürgen nachmalig als Volkslied rubriziert. Dabei wird es um 1855 bereits als „beliebter Gesang“ bezeichnet. Die Zitierung der volkstümlichen Melodie in August Recklings Marsch Waidmannsheil 1876 verschaffte dem Lied weitere Bekanntheit. Als Jagdlied wird es gerne von Jägern gesungen. Im Laufe der Zeit kamen mehrere Jagdstrophen hinzu.
Es ist unter selbiger Melodie und Bezeichnung spätestens seit 1859 im Allgemeinen Deutschen Kommersbuch zu finden und somit in Studentenkreisen bekannt. Es erfreut sich als Studentenlied großer Beliebtheit und wird in dieser Verwendung oft noch um eine Couleurstrophe ergänzt, die beim Singen auf die Farben der jeweiligen Verbindung angepasst wird.